# Sitio de Oldenzaal (1626)
El asedio de Oldenzaal tuvo lugar en la ciudad de Oldenzaal, en la región de Twente, del 23 de julio al 1 de agosto de 1626 durante la Guerra de los Ochenta Años y la Guerra Anglo-Española. Después de un asedio de ocho días dirigido por Ernest Casimir, la ciudad se rindió.

## Eventos

### Antecedentes
Ambrogio Spinola había capturado Oldenzaal en 1605 y Groenlo un año después, con esto la región estaba bajo ocupación española y emprendieron incursiones. En mayo de 1626, los holandeses decidieron eliminar a los españoles de la zona de una vez por todas. Trajeron dos ejércitos bajo el mando de Federico Enrique, Príncipe de Orange y con ellos un destacamento del ejército inglés que se había levantado como resultado de su guerra con España. Guarnición de Oldenzaal que se había fortalecido continuamente desde su captura y veinte años después la ciudad contaba con alrededor de 800 efectivos y cañones bajo el mando del gobernador español Guillermo Verdugo.

### Asedio
El 23 de julio, los holandeses e ingleses sitiaron la ciudad y tenían una buena vista del entorno circundante, por lo que Casimiro no consideró necesario construir una línea de circunvalación contra un posible intento de alivio español. Casimiro con hábiles pioneros cavaron líneas de asedio con trincheras y se colocaron baterías. Algunas compañías de ingleses se destacaron contra el castillo de Broeckhuise en las afueras, lo que representaba una amenaza, pero fue capturado en dos días. Posteriormente fue saqueada e incendiada por las tropas holandesas.
Los canales de Oldenzaal estaban controlados por dos compuertas de esclusas , Casimir ordenó a sus baterías que dispararan contra las compuertas que finalmente colapsaron y el agua de los canales se drenó. Los sitiados estaban ahora aislados y, al darse cuenta de que no había esperanza de alivio, Verdugo pidió condiciones a los angloholandeses. Después de un simple bombardeo de diez días, el asedio terminó con honor; Verdugo rindió la ciudad y marchó bajo los honores de la guerra.

### Consecuencias
Casimiro hizo una entrada triunfal en la ciudad: los desertores protestantes pronto fueron arrestados. Oldenzaal era un lugar estratégico para la república y las murallas de la fortaleza a pesar de las protestas de los burgueses de la ciudad fueron demolidas. Sin embargo, quedaron partes de la antigua medieval, la muralla de la ciudad y partes de los canales se mantuvieron para defenderse de las tropas amotinadas. Al año siguiente, Groenlo fue llevado a un sitio de dos meses.